# Aniceto Almeyda Arroyo
Aniceto Almeyda Arroyo (Santiago de Chile, 17 de abril de 1890 - Santiago de Chile, 6 de mayo de 1972); abogado, historiador y catedrático chileno. Además de sus numerosos trabajos de Historia del Derecho, destacó por su obra de crítica de restitución, es decir investigaciones en torno a la integridad y autoría de diversos documentos históricos. Mantuvo una polémica con Tomás Thayer Ojeda en la que descartó que el poema y crónica de Indias del siglo XVII Purén Indómito fuese obra de Fernando Álvarez de Toledo, como tradicionalmente se creyó desde el siglo XVII, proponiendo una nueva atribución a Diego Arias de Saavedra que actualmente se considera la acertada. Respecto al Catecismo político cristiano propuso que se trata de un texto altoperuano introducido a Chile, al que habría hecho adiciones locales el patriota Bernardo Vera y Pintado. Fue hijo de Clodomiro Almeyda González y Aspacia Arroyo. Estudió en el Instituto Nacional y la Facultad de Derecho de la Universidad de Chile, en la que después ejerció como académico. Fue miembro de número de la Academia Chilena de la Historia. Como abogado trabajó en el Ministerio de Tierras, la Caja de Colonización, la Superintendencia de Bancos y como Juez de Policía Local de Renca.

## Obras
- Proyecto de Código Orgánico de Tribunales, Imprenta Bellavista, 1914.
- La glosa de Salas, Revista Chilena de Historia y Geografía N° 96, 1940.
- La Constitución de la Propiedad según un Jurista Indiano. Revista Chilena de Historia y Geografía N° 97, 1940
- Sobre una Alteración de los Documentos Hispanoamericanos del siglo XVI, Revista Chilena de Historia y Geografía, N° 98, 1941.
- El doctor don Santiago De Tordesillas, Revista Chilena de Historia y Geografía N° 102, 1943.
- El autor del Puren indomito. Imprenta Universitaria, 1944.
- En torno al autor del Purén indómito. Santiago de Chile, Imprenta Universitaria, 1945
- Prólogo a la Mensura general de tierras de Ginés de Lillo: 1602-1605 Santiago : Universitaria, 1942.
- Don Domingo Amunátegui Solar. 1860-1946. Revista Chilena de Historia y Geografía N° 107, 1946.
- La colección de historiadores de Chile y el Cabildo de Santiago, Dirección de Talleres Fiscales de Prisiones, 1949.
- Cartas de don Mariano Egaña a su padre (1824-1829), Sociedad de Bibliófilos Chilenos, 1950.
- Don Rafael Altamira. Revista Chilena de Historia y Geografía, N° 117, 1951.
- Prólogo a Historia del Tribunal del Santo Oficio de la Inquisición en Chile de José Toribio Medina, Santiago de Chile : Fondo Bibliográfico J. T. Medina, 1952.
- Libros de Derecho en el Anuario de la Prensa Chilena (1877-1885), Imprenta Universitaria, 1954.
- Introducción al Discurso sobre la importancia, forma y disposición de la Recopilación de Leyes de las Indias Occidentales. Fondo Histórico y Bibliográfico José Toribio Medina, 1956.
- Reseña Histórica de la Sociedad Chilena de Historia y Geografía de Chile. Revista Chilena de Historia y Geografía, N° 124, 1956.
- En busca del autor del Catecismo político cristiano, Revista Chilena de Historia y Geografía N° 125, 1959.
- Nuevas investigaciones sobre Diego Arias de Saavedra, 1966.
- Notas sobre la cronología de la última campaña de Pedro de Valdivia, según la crónica de Jerónimo de Vivar. Santiago, Chile : Ediciones Historia, Instituto de Historia, Universidad Católica de Chile, 1969